# De patru ori start!
De patru ori start! este un film românesc din 1983 regizat de Cornel Diaconu, Constantin Păun, Dan Marcoci, Dumitru Dinulescu.